# Турски авиолинии
Турските авиолинии (на турски: Türk Hava Yolları – Турски авиолинии) са авиокомпания, национален превозвач на Турция. Към август 2019 г. тя обслужва редовни полети до 315 дестинации, което я прави най-големият превозвач в света по брой предлагани пътнически дестинации. Самолетите на Турските авиолинии летят до 126 държави – повече от която и да е друга авиокомпания. Освен това, Турските авиолинии обслужват повече дестинации от едно летище в сравнение с кой да е друг превозвач в света. Товарният отдел на компанията разполага с 24 товарни самолета, обслужващи 82 дестинации.
Корпоративното седалище на компанията се помещава в летище Истанбул Ататюрк, докато главната ѝ база се намира в Третото летище на Истанбул. Турските авиолинии ca член на авиационния алианс Star Alliance от 1 април 2008 г.

## История
Компанията е основана през 1933 г. под наименованието Турски държавни авиолинии (на турски: Devlet Hava Yolları), като департамент в състава на министерството на националната отбрана. Първоначалният ѝ флот е съставен от два Curtiss Kingbird, два Junkers F 13 и един Туполев АНТ-9. През следващите години авиолиниите са прехвърлени на министерството на благоустройството, а след това на министерството на транспорта.
Макар първоначално да е предвидена за вътрешна авиолиния, тя започва да обслужва международни полети между Анкара, Истанбул и Атина през 1947 г. По това време компанията вече използва няколко Douglas DC-3 и Douglas C-47 Skytrain. Скоро след това като дестинации са добавени Никозия, Бейрут и Кайро, макар вътрешните полети да остават главен фокус на компанията до началото на 1960-те години.
През 1956 г. правителството на Турция преименува компанията на Турски авиолинии (на турски: Türk Hava Yolları). Скоро след това е присъединена към Международната асоциация за въздушен транспорт. Първият реактивен самолет на компанията пристига през 1967 г. – McDonnell Douglas DC-9. Той е последван от три Boeing 707 през 1971 г.
През 1980-те и 1990-те години авиокомпанията страда от много проблеми. Тя се сдобива с лоша слава за лошото си клиентско обслужване и закъсненията си. Освен това, самолетите ѝ претърпяват отвличания и инциденти в периода 1974 – 1983 г. Най-печалният случай е катастрофата на полет 981, при който товарната врата на самолет „Макдонъл Дъглас DC-10-10“ се откъсва във въздуха над Франция, карайки самолетът да падне, убивайки всички 346 души на борда. През 1983 г., обаче, на власт идва ново правителство, което осъзнава важността на авиокомпанията като порта към света и се захваща да превърне Турските авиолинии в съвременен авиопревозвач.
През следващите години компанията бързо се превръща в един от най-големите източници на чуждестранна валута за страната. През юли 1994 г. компанията започва да предлага директни полети до Ню Йорк. През 1997 година компанията се съюзява с Японските авиолинии, като след това започва да предлага полети до Осака и Токио.
През 2003 г. компанията спира някои от маршрутите си, поради войната в Ирак, но на следващата година започва мащабно разширение, докато в същото време поддържа един от най-младите флотове в Европа. През юли 2004 година компанията поръчва 36 самолета от Airbus и 15 самолета Boeing на обща стойност 2,8 милиарда долара. Компанията не само купува нови самолети, а наема и обучава много нови служители, тъй като туризмът в страна процъфтява и се очаква туристическият поток да продължава да расте.
Макар по това време компанията да се търгува публично, държава все още притежава 98% от акциите ѝ. Впоследствие е съживена програмата по приватизация, след което акциите на правителството са сведени до 75%.
На 1 април 2008 година Турските авиолинии се присъединява към авиационния алианс Star Alliance след 18-месечни преговори. През април 2010 г. повиквателният знак на авиолиниите е сменен на TURKISH от TURKAIR.